# Florența Crăciunescu

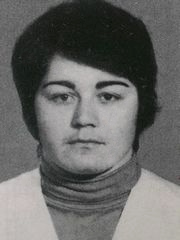
Florența Crăciunescu

Florența Crăciunescu, geborene Ionescu, in erster Ehe Țacu, (* 7. Mai 1955 in Craiova; † 8. Juni 2008) war eine rumänische Leichtathletin.
Im Diskuswurf wurde sie bei den Olympischen Spielen 1980 in Moskau mit 64,38 m Sechste, bei den Leichtathletik-Europameisterschaften 1982 in Athen mit 64,00 m Siebte und bei den Leichtathletik-Weltmeisterschaften 1983 in Helsinki Neunte mit 62,14 m. 1981 und 1983 siegte sie bei der Universiade. Höhepunkt in ihrer Karriere waren die Olympischen Spiele 1984 in Los Angeles. Mit 63,64 m gewann sie im Diskuswurf Bronze hinter der US-Amerikanerin Leslie Deniz und Ria Stalman aus den Niederlanden. Im Kugelstoßen wurde sie mit 17,23 m Achte.
Florența Crăciunescu war 1,81 m groß und wog 92 kg. Ihre Bestleistung erreichte sie mit 69,50 m im August 1985. Ihre Schwester Carmen Ionesco nahm an den Olympischen Spielen 1972 und 1984 im Kugelstoßen und im Diskuswurf teil.

## Persönliche Bestleistungen
- Diskuswurf: 69,50 m, 2. August 1985, Stara Sagora
- Kugelstoßen (Halle): 18,06 m, 1983